# 轮候区

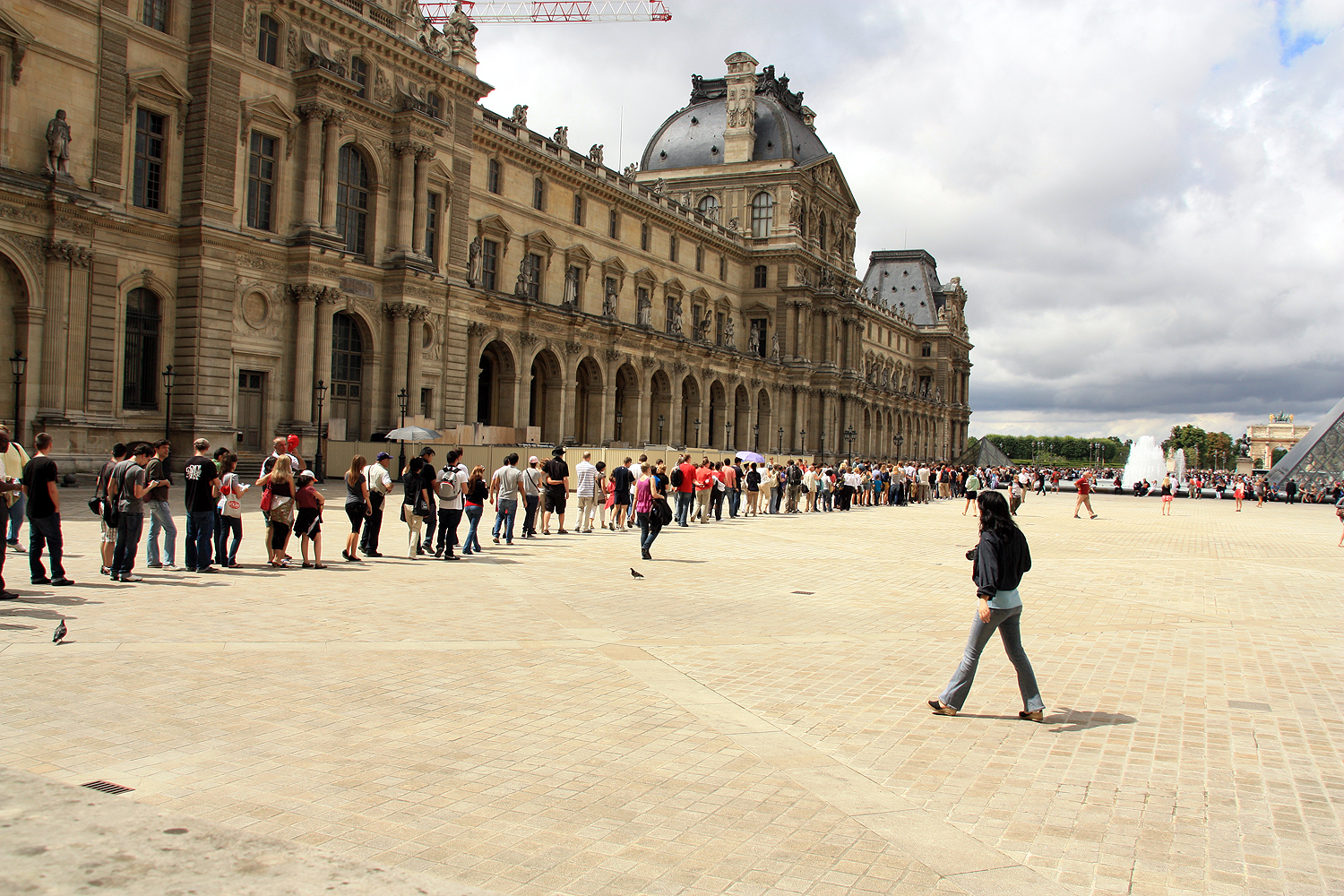
在卢浮宫排队的游客

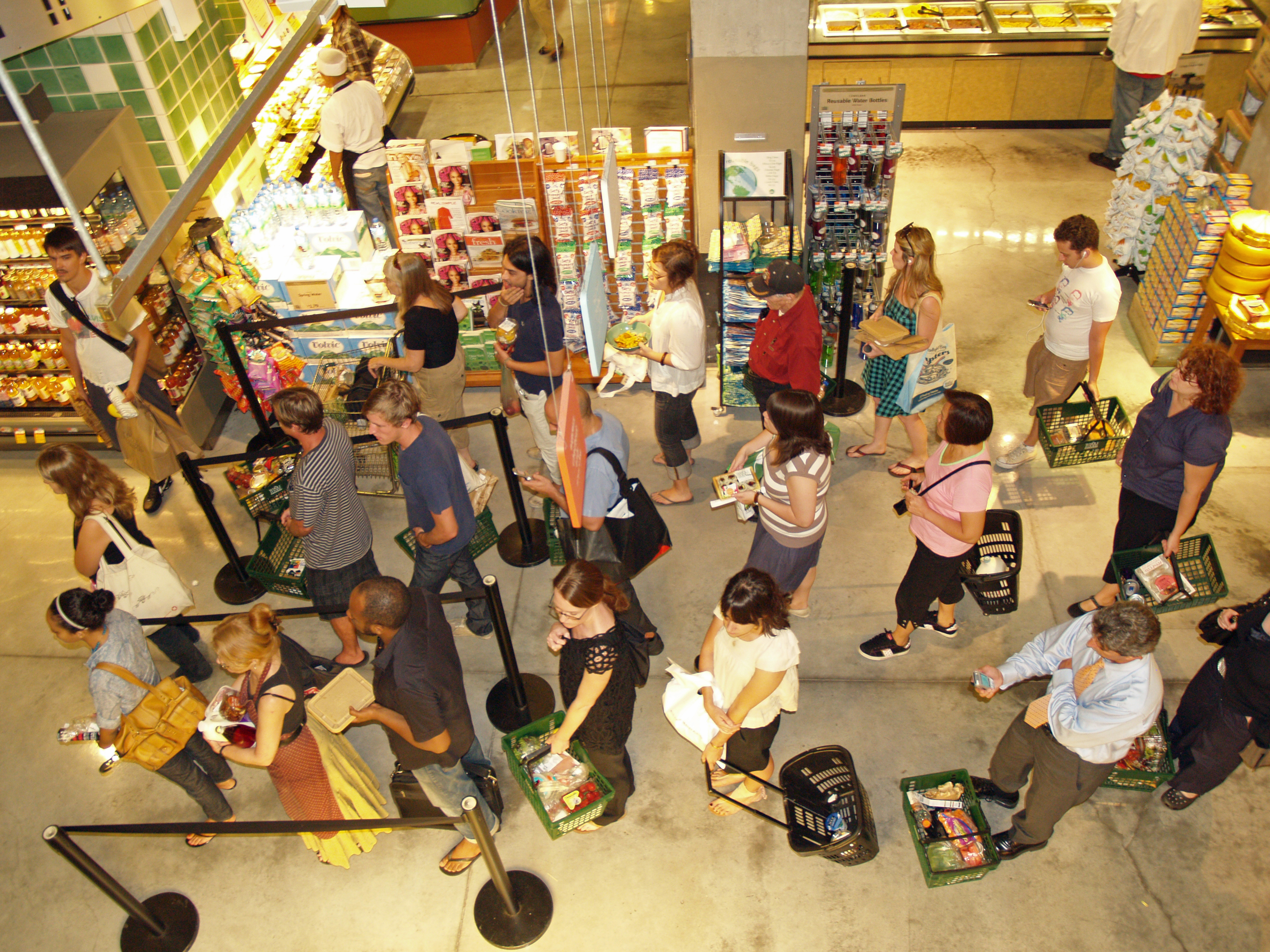
在纽约市的食品商店的轮候区。

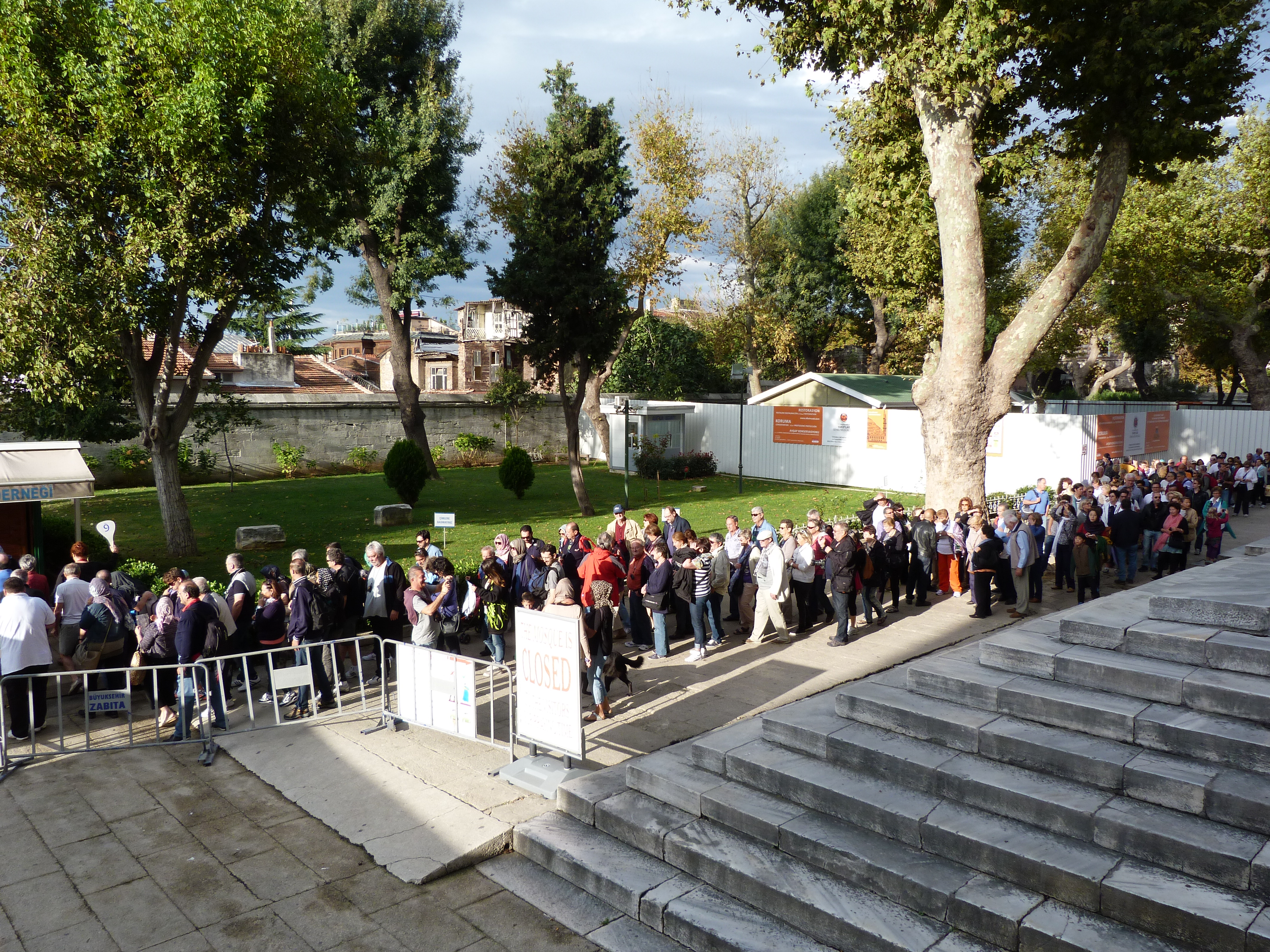
苏丹艾哈迈德清真寺的游客排队

轮候区是人们为商品或服务排队（先到先得）的地方。这样的一群人被称为队伍。
例如，检查在自助服务 商店 ，没有自助服务的 商店 ， ATM ，售票处， 城市公交车或出租车站收集的杂货或其他商品。 
排队是许多领域的一种现象，并且在排队论的研究中得到了广泛的分析。  在经济学中 ，排队被视为对稀缺商品和服务进行定量的一种方式。

## 类型

### 物理

#### 历史
1837年的一本书“法国大革命： 托马斯卡莱尔 的历史”中发现了人们排在第一位的书面描述。   卡莱尔描述了他认为奇怪的景象：人们站在有条不紊的路线上，从巴黎周围的面包师那里买面包。 

#### 典型应用

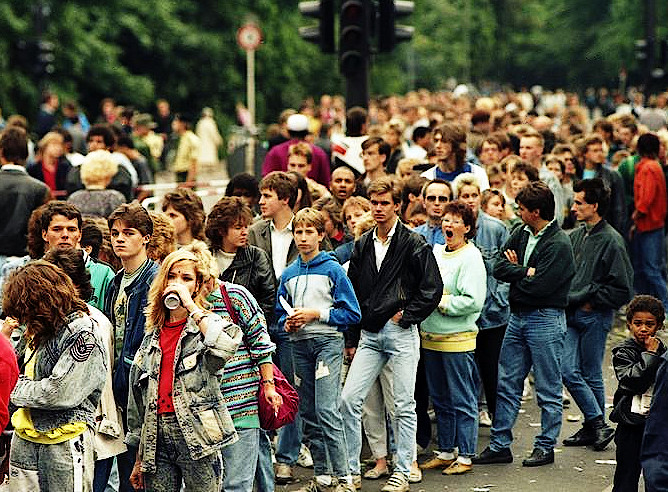
在西德等待迈克尔杰克逊音乐会的人群（1988年）。

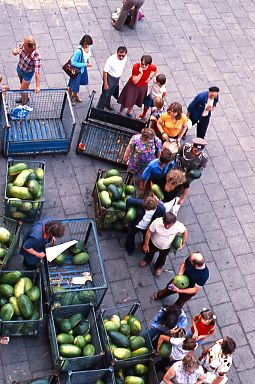
人们在东柏林排队等待西瓜 ，1977年。

在火车站可以找到队列，预订车票，在公共汽车站登记和在寺庙。   
通常在进行安全检查的运输终端处找到队列。 
大型商店和超市可能有几十个不同的队列，但这可能会导致挫败感，因为不同的线路往往以不同的速度处理;有些人很快得到服务，而其他人可能会等待更长的时间。  有时两个人在一起分开，每个人都在不同的路线上等待;一旦确定哪条线更快，则较慢线中的线加入另一条线。  另一种安排是让每个人都在一条线上等待    ;每次服务点打开时，一个人离开该行。  这是银行和邮局的常见设置。 
有组织的队列区域通常在游乐园中找到。  游乐设施有固定数量的客人可以在任何给定的时间提供服务，因此必须控制等待的其他客人。  这导致了正式排队区域的发展 - 等待登上游乐设施的人们通过栏杆组织的区域，并且可以在屋顶上，在气候控制的建筑物内或与风扇和雾化设备。  在一些游乐园 - 迪斯尼公园就是一个典型的例子 - 排队区域可以精心装饰，保持区域可以促进预期 ，从而通过给予他们在等待时看到的有趣内容或感知来缩短队列中人们的感知等待时间他们已经到达了吸引力的门槛。 

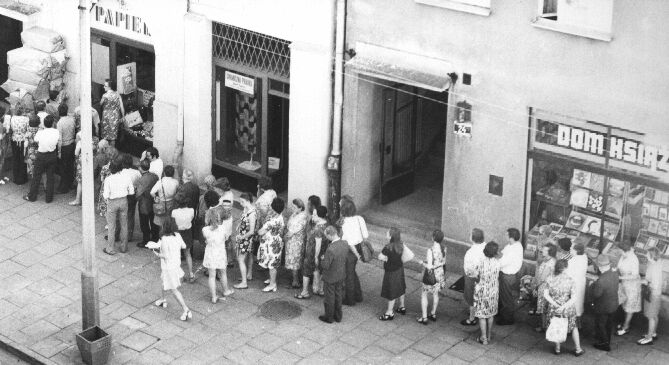
在波兰人民共和国的队列

在设计队列时，规划人员会尽量使等待变得愉快和简单。  他们采用了几种策略来实现这一目标，包括： 
- 扩展队列的容量，从而允许更多的顾客拥有一个位置。  这可以通过以下方式实现： 
  - 通过使队列更长来增加队列的长度
  - 增加队列中的通道大小
  - 通过设计“Z形”形状的线来增加队列的长度，该形状在较小的区域中容纳大量的客人。  这经常在游乐园使用。  值得注意的游乐设施有很大一部分这种线路可以容纳尽可能多的人。  如果队列不拥挤，则可以将客户的部分线路划分并绕过。
- 可以添加“在线”娱乐。  这在像沃尔特迪斯尼世界这样的游乐园很受欢迎，它们使用电视屏幕和其他视觉效果来阻止人们进入队列区域。
- 具有特殊票证的顾客的辅助队列区域，例如在迪斯尼乐园使用的FASTPASS系统，或在乐高乐园温莎使用的Q-bot。

#### 心理学
人们经历“占用”时间比“空闲”时间短，并且通常高估了等待约36％的时间。 
为人们开展一项让他们分散注意力的活动的技术被用来减少延误的投诉： 
- 在德克萨斯州休斯顿机场的行李领取处 ，通过将抵达大门移动得更远，以便乘客花更多的时间走路而不是站在等待
- 电梯，通过添加镜子，人们可以自我修饰或观看其他人
- 零售结账，通过放置小件物品进行购买，以便顾客可以在等待时继续购物

其他减少排队焦虑的技巧包括： 
- 通过将其包裹在角落周围来隐藏线的长度。
- 只有一条线，所以不必担心选择哪条线和更大的公平感。  尽管平均等待时间是相同的，但客户往往会注意到移动速度比移动速度慢的其他线路要快。
- 提出故意高估等待时间的迹象，总是超出客户的期望。

根据当地的文化规范，排队可以产生强烈的负面反应。 

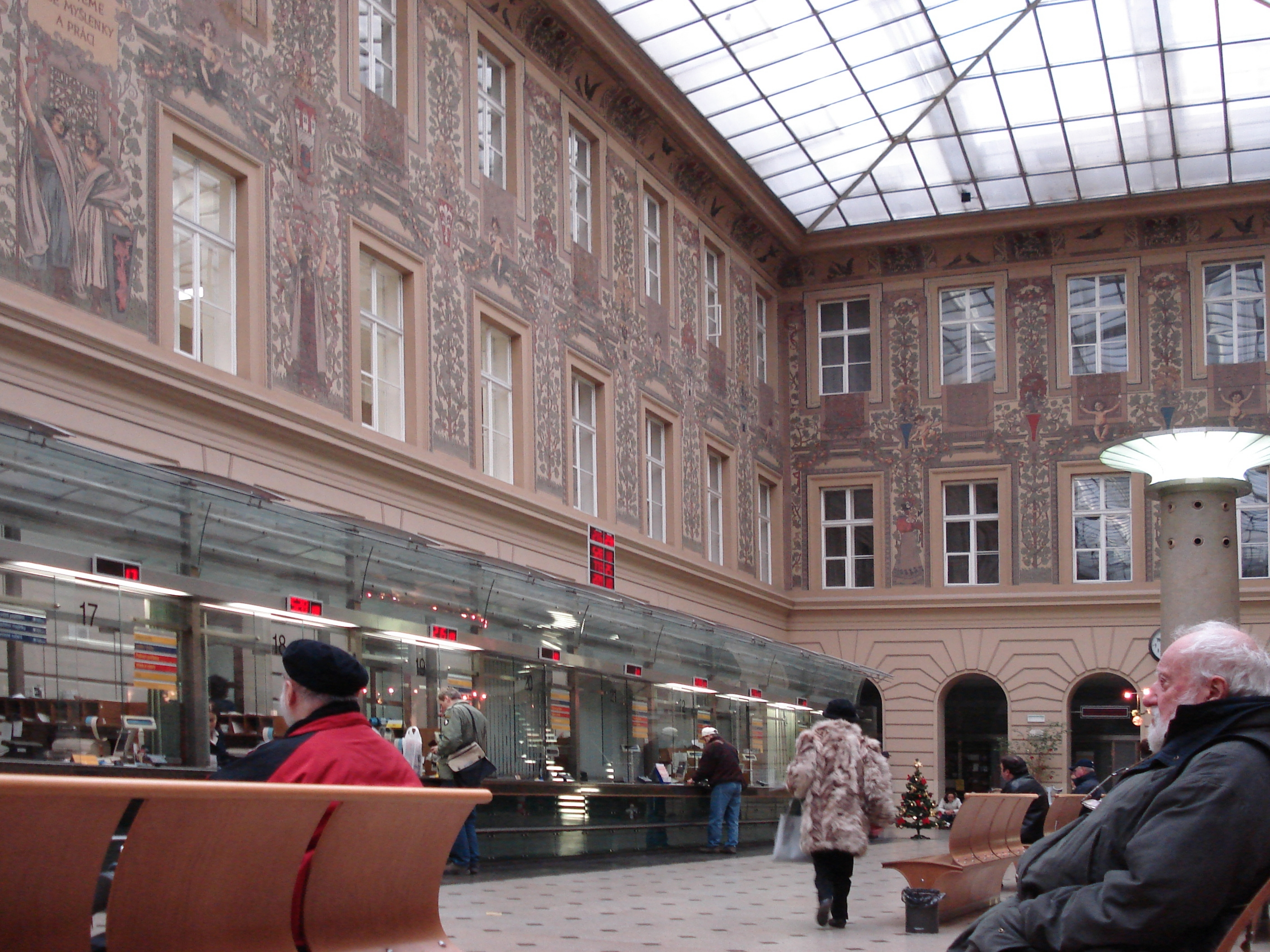
等待排队呼叫系统在布拉格主要邮局。 人们有来自机器的号码票，并且正在等待，直到他们的号码显示在红色显示器上。

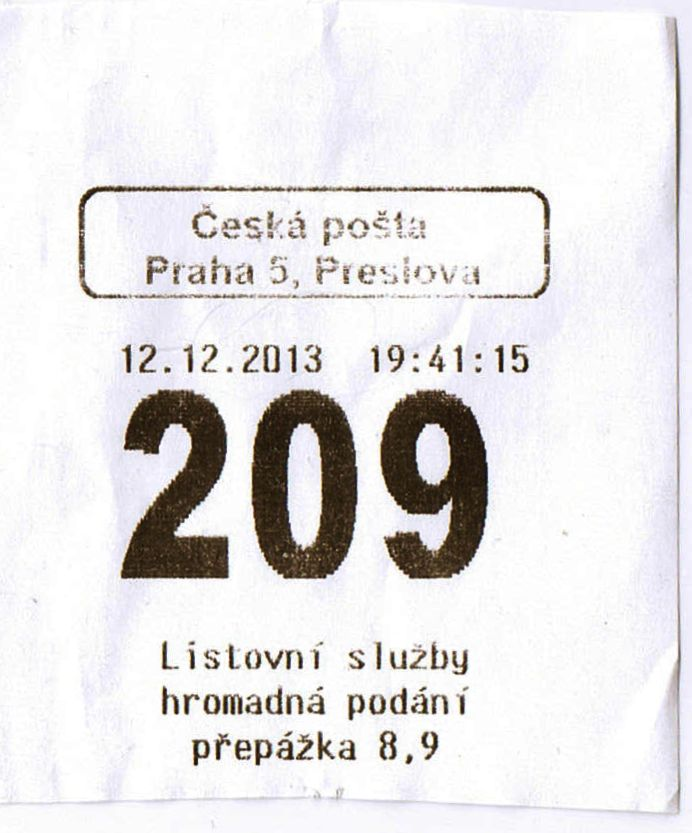
从捷克共和国布拉格5区的主要邮局等候号码票。 门票包含规范“信件服务 - 群众提交”和第8和9号柜台，可以处理这样的要求。

物理排队有时会被虚拟排队所取代。  在候诊室中 ，可能存在这样的系统，其中队列机构询问并记住他的位置在队列中的位置，或者向桌子报告并登录，或者从机器上拿出带号码的票。  这些队列通常在医生办公室， 医院 ， 市政厅 ， 社会保障办公室， 劳动力交换所 ， 机动车辆部门，移民部门，州或理事会图书馆， 银行或邮局和呼叫中心的免费互联网接入中找到。  特别是在英国 ，门票被用于在熟食店和儿童鞋店形成虚拟队列。  在瑞典等一些国家，虚拟排队在商店和火车站也很常见。  显示有时会显示上次调用服务的编号。 
餐馆已经开始采用虚拟排队技术和特定于应用程序的寻呼机的可用性，这些寻呼机提醒那些等待他们应该向主机报告的人。  餐厅使用的另一种选择是为客户指定确认的退货时间，基本上是抵达时发出的预订。 
虚拟排队应用程序可用于允许客户查看企业的虚拟队列状态，并且可以远程获取虚拟队列号。  该应用程序可用于获取客户所在的虚拟队列状态的更新。 

#### 替代活动
可以提供替代或替代活动以供人们在等待被呼叫时参与，这减少了感知的等待时间和客户中止他们的访问的可能性。  例如，一个繁忙的餐馆可能会让等待的顾客坐在酒吧里。  长虚拟队列室外吸引力可能有一个侧选取框畅销商品或食品。  备用活动可以为组织提供从等待客户产生额外收入的机会。 

### 移动
然而，所有上述方法都有同样的缺点：人到达该位置只是为了发现他们需要等待。  最近， DMV ， 学院，餐馆， 医疗机构， 政府办公室和其他地方的队列已经开始被移动队列或排队等候所取代，排队的人使用他/她电话，互联网，信息亭或其他进入虚拟队列的方法，可选地在到达之前，在等待期间可以自由漫游，然后当他/她的转弯接近时在他/她的移动电话上被寻呼。  这样做的好处是允许用户找到等待预测并在到达之前进入队列，自由漫游，然后计算他们到达服务的可用性。  这已被证明可以将这些人的耐心扩展到队列中并减少未出现。 

## 参看
- 排隊
- 插队
- 呼叫中心
- 线标准
- 排队规则
- 等候室